# Тюнагон
Тюнагон (яп. 中納言, ちゅうなごん Средний государственный советник Японии) — должность и титул в Японии в VII—XIX вв. Чиновник 3-го младшего ранга. Младше по званию старшего государственного советника и старше младшего государственного советника. Один из помощников в составе Палаты большого государственного совета.

## Краткие сведения
Впервые должность среднего государственного советника упоминается под 692 годом в тексте «Кодекса Киёмихара» (Киёмихарарё), в «Нихон сёки». В новом «Кодексе Тайхо» от 701 года эта должность была упразднена. Однако в 705 году её вновь восстановили — вместо двух старших государственных советников были назначены три средних.
Функции среднего государственного советника были близки обязанностям старшего. Он докладывал Императору Японии о состоянии государственных дел, принимал участие в церемониях провозглашения Императорских рескриптов, был членом Дворцового совета.
Изначально, по японской табели о рангах, средний государственный советник имел 4-й старший ранг. Государство предоставляло ему 200 крестьянских дворов и 30 помощников. С 761 года средний государственный советник был повышен до чиновника 3-го младшего ранга.
Существовали два типа средних советников: главные (яп. 正) и временные (яп. 権, ごん).

## Синонимы
Японские названия должности среднего государственного советника, которые записывались на китайский лад:
- Комон (яп. 黄門, こうもん «Жёлтые ворота»)[1]
- Монка-дзиро (яп. 門下侍郎, もんかじろう «Подворотный Императора»)[1]

Японские аутентичные названия должности:
- Тюнагон (яп. 中納言, ちゅうなごん)[1]
- Нака-но-мономосу-цукаса (яп. 中納言, なかのものもうすつかさ)[1]